# Guerra de Maynas
La guerra de Maynas (denominada también como campaña de Maynas e independencia de Maynas) fue parte del proceso de la independencia del Perú en la Comandancia General de Maynas, correspondiente hoy a los territorios de los departamentos peruanos de Loreto, Ucayali, San Martín y Amazonas y las regiones fronterizas con Ecuador, Colombia y Brasil.
Tras la proclamación de la independencia en la intendencia de Trujillo (29 de diciembre de 1820), José Bernardo de Tagle, gobernador revolucionario de Trujillo, ordenó a Manuel Fernández Álvarez, gobernador de Maynas, la jura de la independencia en su jurisdicción. Ante su negativa, envió una expedición a cargo de José Valdivieso y Nicolás Arriola. Esta división proclamó la independencia en Chachapoyas el 14 de enero de 1821; ante su avance, Fernández Álvarez y el obispo Hipólito Sánchez Rangel huyeron hacia Lagunas. A finales de ese mes, la expedición patriota inició su marcha hacia Moyobamba.
Los patriotas de Moyobamba, liderados por Pedro Pascasio Noriega, fueron traicionados por José Matos (quien fuera uno de los integrantes de la expedición enviada desde Trujillo), con el apresamiento y el fusilamiento de numerosos independentistas, entre estos últimos el propio Noriega (10 y 11 de abril de 1821). Fernández Álvarez, enterado del hecho, volvió a Moyobamba e intimó la rendición a los patriotas de Chachapoyas. Fueron auxiliados por una expedición liderada por José María Egúsquiza y derrotaron a los realistas en Higos Urco (6 de junio de 1821). Fernández Álvarez se retiró nuevamente a Lagunas. A finales de julio, llegó la noticia del avance de San Martín a Lima y se pidió un armisticio.
El cabildo de Moyobamba inició conversaciones con los patriotas de Chachapoyas, acordando la proclamación de la independencia, evento realizado el 19 de agosto de 1821. En las semanas siguientes, se proclamó la independencia en Lamas, Cumbaza, Tarapoto y Saposoa. El 8 de septiembre, Joaquín Ramos fue nombrado como primer gobernador patriota de Maynas, siendo sucedido el 22 de diciembre por Domingo de Alvariño. El 24 de febrero de 1822, el realista Santiago Cárdenas se sublevó contra el gobierno patriota en el Putumayo, atacando Loreto y fusilando a Juan Manuel de Mollinedo, comandante de las fuerzas patriotas estacionadas allí.
Alvariño solicitó refuerzos ante el inminente ataque de Cárdenas sobre la capital del departamento de Maynas y Quijos, que no llegaron a tiempo. El 27 de mayo de 1822, los realistas atacaron y consiguieron la captura de Moyobamba, terminando fusilado Alvariño. Ante las noticias, se envió una expedición al mando de Nicolás Arriola, que se concentró en Chachapoyas y partió el 4 de septiembre; tras varios enfrentamientos, derrotó definitivamente a los realistas en Habana (23 de septiembre de 1822). Continuaron escaramuzas aisladas en el territorio de Maynas, concluyendo la campaña el 9 de enero de 1823.

## Causas
Unas de las causas de la Guerra de la Independencia de Maynas fue el rencor que tenían los aborígenes con los españoles que vivían en las principales ciudades de Maynas como Rioja, Moyobamba y Chachapoyas. Cabe destacar que fue la única guerra independentista de los países sudamericanos en donde no llegaron los grandes ejércitos patriotas, por esa razón se creó el Ejército Invisible,[cita requerida] el cual estaba conformado por varios grupos indígenas de la Amazonia continental y algunos voluntarios argentinos, peruanos y brasileños, logrando este último vencer a la última bastión español en la Amazonia continental.[cita requerida]
La independencia de Maynas se juró el 19 de agosto de 1821 pero se hizo efectiva el 25 de setiembre de 1822 con la toma de la capital.

## Antecedentes
Pascasio Noriega fue un comerciante de Moyobamba que se desplazaba por toda la selva alta y baja además también viajaba hacia la costa del país. Fue uno de esos ciudadanos que en aquellos años abrazaron la causa de la independencia del Perú, por lo que viajó hasta la bahía de Paracas a esperar la llegada de la Expedición Libertadora que venía del sur, al mando de don José de San Martín, que arribó el 8 de septiembre de 1820. Pascasio Noriega se puso a las órdenes de San Martín para hacer campaña por la emancipación en la región amazónica continental.[cita requerida] Habiendo recibido una recomendación para ser atendido por José Bernardo de Tagle en Trujillo, quien ya estaba al servicio de la independencia, recibió en la ciudad norteña cuarenta soldados para que marchen a Moyobamba para obligar a desalojar a los realistas.
Tras la instauración del Protectorado de San Martín, el gobernador revolucionario de Trujillo, marqués de Torre Tagle, ofició al gobernador de Maynas, Manuel Fernández Álvarez, para jurar la independencia, amenazándolo con suspensión de la situación (subsidio económico). En diciembre de 1820 el gobernador se retiró con sus tropas de Moyobamba al centro de gobierno, seguido por el obispo en enero de 1821, debido a la proximidad de las fuerzas patrióticas en Chachapoyas.

### Asesinato de Noriega
Las autoridades españolas de Moyobamba, enteradas que se acercaba desde Chachapoyas una fuerza libertadora que había partido en el mes de enero de 1821 y además, que el día 16 de ese mes en Chachapoyas se había jurado la independencia del Perú, huyeron de Moyobamba hacia el distrito de Lagunas por los caminos de Lamas y Tarapoto. Ocho días después de que Pedro Pascasio Noriega muriera debido a la traición de Matos, un oficial realista. A finales de febrero de 1821 entraron en territorio portugués, permaneciendo en Tabatinga, ciudad brasileña. Posteriormente el gobernador de Maynas volvió a Moyobamba a tomar nuevamente el poder colonial.

## Comienzo de la Guerra
El 10 y 11 de abril de 1821 se dio la invasión patriótica de Moyobamba y de Chachapoyas, pero uno de los invasores, el teniente José Matos, pasó a los realistas y logró el triunfo apoderándose de armas y municiones. El gobernador regresó a Moyobamba y pronto emprendió una expedición contra Chachapoyas, siendo derrotado el 6 de junio en la 1° Batalla de Higos Hurcos por Matiaza Rimachi, y se dispuso un armisticio el 20 de julio.
Muerto Pascacio Noriega, los realistas creyeron que podrían mantener a Maynas bajo su control pero la muerte de Noriega sólo incentivó a la población rural a levantarse contra el Imperio español, a pesar de las constantes prédicas del obispo Sánchez Rangel en contra de la independencia, tanto fue la presión de la población que el Gobierno de Maynas perdiera total control de la población rural la cual era la predominante, consiguiéndose que el 19 de agosto de 1821, Maynas jure su independencia como el Estado de Maynas,[cita requerida] después de las dos victorias de los patriotas peruanos y maynenses en la localidad de Higos Urco, se encontraron patriotas y realistas, entablándose una batalla decisiva, en la que fueron derrotados los españoles. En esta célebre batalla, destacaron las mujeres chachapoyanas lideradas por Matiesa Rimachi, quien murió heroicamente.
A pesar de haberse jurado la independencia de Maynas, varios pueblos y ciudades seguían bajo el control realista incluyendo la capital Moyobamba, habiendo acosos de estos últimos ante la población que apoyaba la independencia llegándose a fundar la Resistencia de Maynas, el cual fue un movimiento que apoyaba la lealtad americana al rey de España.[cita requerida] El 17 de agosto, el gobernador Manuel Fernández Álvarez pidió opinión a una junta de guerra, que decidió que las fuerzas se refugiarían en Tabatinga, entregando artillería y municiones a comandantes luso-brasileños. 

### Consolidación de la Independencia
Rioja y Moyobamba son ciudades históricas por su notable participación en la consolidación de la Independencia de Maynas,[cita requerida] luego de proclamarse la independencia de este, el 19 de agosto de 1821, el grupo realista rebelde de la "Resistencia de Maynas" seguía perturbando la tranquilidad de muchos pueblos amazónicos; entre ellos Moyobamba, donde habían hecho su centro de operaciones.
El 4 de septiembre de 1822, las tropas patriotas dirigidas por el Teniente Coronel Nicolás Arriola, parten de Chachapoyas con dirección a Moyobamba. A su paso por Rioja, se libran tres batallas, la de La Ventana, de Tambo del Visitador y de Rioja. Vencedores los patriotas avanzan, con el apoyo de muchos riojanos, hacia el pueblo de La Habana, donde se libra la Batalla de Habana; con la cual se logra vencer definitivamente a los españoles, lográndose consolidar la independencia de Maynas y tomando la capital dos días después. En 1825, Maynas pasó a formar parte del Departamento de Libertad.

## Consecuencias
En 1822, el Gobierno de Colombia envió a Joaquín Mosquera a Perú para solicitar el regreso de Maynas. El 25 de julio de 1824, el Congreso de la Gran Colombia dictó una ley de división territorial con la intención de incluir en la Provincia de Pichincha del Departamento de Quito el Cantón de Quijos, según los límites que tenía al momento de la creación del Virreinato de Nueva Granada. También pretendía incorporar la provincia de Jaén de Bracamoros y Maynas al departamento del Azuay. La negativa peruana a ceder los territorios sería una de las causas de la Guerra Grancolombo-Peruana.
Por su parte el Reino Unido de Portugal, Brasil y Algarve se mantuvo como no beligerante durante la Independencia del Perú debido a la Guerra de Cisplatina y su propia Guerra de Independencia, sin embargo en medio de la Guerra de la Independencia de Bolivia se suscitarían mas ofertas de intervención de la corona portuguesa en el teatro amazónico de las Guerras de independencia hispanoamericanas, resaltando la invasión brasileña de chiquitos y propuestas de anexión del Alto Perú al Imperio del Brasil.